# Schisturella zopa
Schisturella zopa är en kräftdjursart som beskrevs av J. L. Barnard 1966. Schisturella zopa ingår i släktet Schisturella och familjen Uristidae. Inga underarter finns listade i Catalogue of Life.